# Andy Casquete
Andy Joel Casquete Rodríguez (Guayaquil, Guayas, Ecuador; 23 de febrero de 1998) es un futbolista ecuatoriano que juega como mediocampista y su actual equipo es el Club Deportivo La Unión de la Segunda Categoría de Ecuador. Es hermano del también futbolista Abel Casquete.

## Trayectoria

### Inicios
Se inició como jugador en las categorías sub-12 y sub-14 del Club Fedeguayas dónde  anotó 4 goles en 17 jugados.

### Liga de Quito
En el 2012 pasa jugar a Liga de Quito en el cual jugó en las categorías sub-14, sub-16, sub-18 y reserva debutando con el primer plantel el 9 de mayo de 2015, teniendo el visto bueno de clubes extranjeros entre ellos el Manchester City de Inglaterra para el cuál se proponía su traspaso como jugador juvenil, pero cuándo estaba pasando su mejor momento en su carrera deportiva se vio envuelto en una polémica sobre la adulteración de su edad que según de 20 fue retrasada a 17 años, aquella polémica hizo que la carrera de Casquete se viera en un declive debido a un impedimento que le fue puesto por la Federación Ecuatoriana de Fútbol de no jugar por un año, esto hizo que el interés de clubes extranjeros decayeran. Tiempo después se verificó que la supuesta adulteración de edad del jugador fue un error del Registro Civil.

### Etapa con Independiente del Valle
Tras demostrarse la inocencia del jugador; fue contratado por el Independiente del Valle donde jugó en la categoría sub-19 y reserva, pero no logró consolidarse como titular, razón por lo que fue prestado al Juventus para que pudiera recuperar su nivel futbolístico, teniendo una etapa aceptable con el club llegando a marcar 4 goles en 21 partidos jugados. En el 2018 pasa al Independiente Jrs, equipo filial de Independiente del Valle en el cual marcó 8 goles en 23 partidos jugados.

### 9 de Octubre
El 14 de octubre de 2019 es contratado por el 9 de Octubre FC.

## Selección nacional

### Inferiores
Ha sido internacional con la Selección de Ecuador en las categorías sub-17 y sub-20.
Con la Selección sub-17 participó en el Sudamericano sub-17 del 2015, jugando 8 partidos y marcando 2 goles.

#### Participaciones en sudamericanos
- Sudamericano sub-17 de 2015[4]

## Clubes
| Club                       | País    | Año           |
| -------------------------- | ------- | ------------- |
| Fedeguayas                 | Ecuador | 2010-2012     |
| Liga de Quito              | Ecuador | 2012-2016     |
| Independiente del Valle    | Ecuador | 2016-2017     |
| Juventus (cedido)          | Ecuador | 2017          |
| Independiente del Valle    | Ecuador | 2017-2018     |
| Independiente Jrs (cedido) | Ecuador | 2018          |
| Independiente del Valle    | Ecuador | 2019          |
| 9 de Octubre FC            | Ecuador | 2019          |
| Patria                     | Ecuador | 2020          |
| Libertad                   | Ecuador | 2021          |
| La Unión                   | Ecuador | 2022-presente |